# ISO 3166-2:IL
Kódy ISO 3166-2 pro Izrael identifikují 6 distriktů (stav v roce 2015). První část (IL) je mezinárodní kód pro Izrael, druhá část sestává z jednoho nebo dvou písmen identifikujících distrikt.

## Seznam kódů
IL-DJižní (Beerševa)
IL-HAHaifský (Haifa)
IL-JMJeruzalémský (Jeruzalém)
IL-MCentrální (Ramla)
IL-TATelavivský (Tel-Aviv)
IL-ZSeverní (Nazaret)